# John Cage

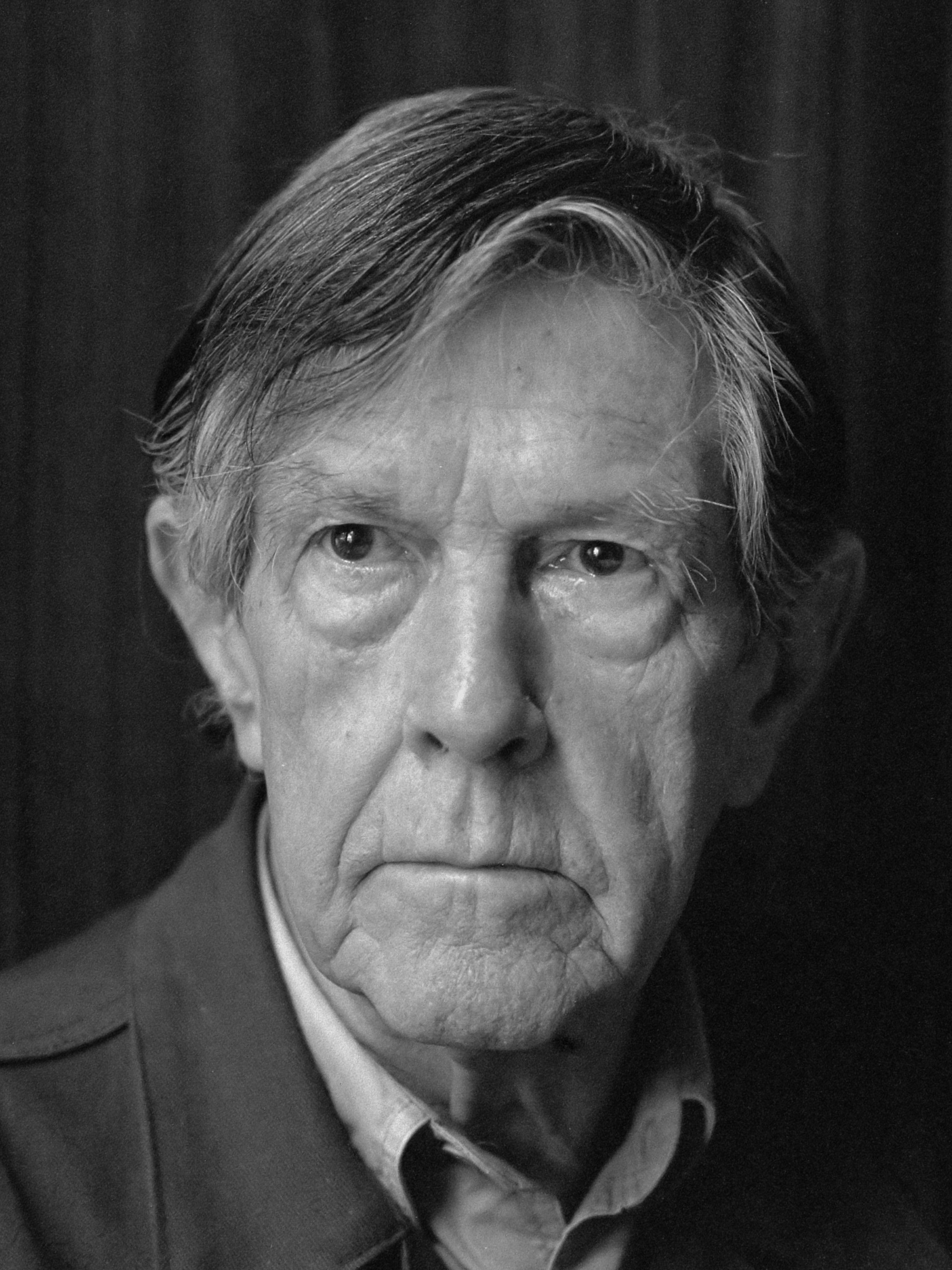
John Cage (1988)

John Milton Cage Jr. (* 5. September 1912 in Los Angeles; † 12. August 1992 in New York City), meist John Cage genannt, war ein US-amerikanischer Komponist und Künstler. Mit seinen mehr als 250 Kompositionen, die häufig als Schlüsselwerke der Neuen Musik angesehen werden, gilt er als einer der weltweit einflussreichsten Komponisten des 20. Jahrhunderts. Hinzu kommen musik- und kompositionstheoretische Arbeiten von grundsätzlicher Bedeutung. Außerdem gilt Cage als Schlüsselfigur für die Ende der 1950er Jahre entstehende Happeningbewegung und wichtiger Anreger für die Fluxusbewegung und Neue Improvisationsmusik. Neben seinem kompositorischen Schaffen betätigte er sich auch als Maler und befasste sich mit Mykologie, der Wissenschaft von den Pilzen.

## Leben

### Kindheit und Schulzeit
John Cage wurde am 5. September 1912 als einziger Sohn des Erfinders John Milton Cage Sr. (1886–1964) und dessen Frau Lucretia („Crete“) Harvey (1885–1969) geboren. Die Mutter arbeitete als Redakteurin für die Los Angeles Times. Beide Eltern hatten nie ein College besucht.
Seine frühe Kindheit verbrachte Cage in Long Beach, Kalifornien. Später zog die Familie nach Detroit und Ann Arbor im Bundesstaat Michigan und kehrte schließlich 1920 nach Kalifornien zurück, wo Cage in Santa Monica seinen ersten Klavierunterricht erhielt. Nach dem Umzug der Familie in die Nähe von Glendale unterrichtete ihn seine Tante Phoebe James, selbst Sängerin und Pianistin, und Cage, der sich von nun an für die Musik von Edvard Grieg begeisterte, erhielt sein erstes Klavier. 1922 besuchte Cage die Los Angeles Highschool, wo er als Mitherausgeber der französischsprachigen Schülerzeitung Le Flambeau fungierte. 1927 vertrat Cage beim Southern California Oratorical Contest im Hollywood Bowl seine High-School und gewann den Wettbewerb mit einer Rede zum Panamerikanismus. Im folgenden Jahr bestand er seinen Abschluss mit der höchsten Punktzahl, die jemals in der Geschichte dieser Schule erreicht wurde. Nach seiner Schulzeit studierte er zunächst zwei Jahre Literatur am Pomona College in Claremont, wo die ersten Gedichte entstanden, die im College-Magazin Manuscript veröffentlicht wurden. Sein Interesse galt in dieser Zeit den Dichtungen von Gertrude Stein, woraufhin Cage beschloss, Dichter zu werden.

### Studium in Paris, Los Angeles und New York
1930 ging Cage für 17 Monate nach Europa und studierte in Paris sechs Monate lang gotische und griechische Architektur in der Bibliothèque Mazarin bei Ernő Goldfinger sowie Klavier bei Lazare Lévy, der ihn mit der Musik Johann Sebastian Bachs vertraut machte. Er schrieb Gedichte. Don Sample, Student an der Sorbonne, machte Cage auf die von Eugene Jolas 1927 gegründete Zeitschrift Transition aufmerksam, die sich der Musik, der Literatur, der bildenden Kunst sowie dem Film widmete und sich durch einen umfassenden Überblick über die europäische Avantgarde auszeichnete. Durch die Lektüre der Zeitschrift lernte Cage die neuesten künstlerischen Entwicklungen kennen, wie die Arbeiten von Hans Arp, Hugo Ball, Marcel Duchamp, James Joyce, László Moholy-Nagy und Kurt Schwitters. Cage, der mit Sample durch Europa und Nordafrika reiste, unter anderem durch Deutschland, Sizilien, Algerien und Spanien, malte und schrieb während dieser Zeit Gedichte. Auf Mallorca, wo sie sich für einen Monat aufhielten, entstanden Cages erste Kompositionen.

„Die Musik, die ich komponierte, folgte einer mathematischen Methode, an die ich mich nicht mehr erinnere. Sie kam mir selbst nicht wie Musik vor, also ließ ich sie, als ich Mallorca verließ, zurück, um mein Gepäck nicht zu beschweren. An einer Straßenecke in Sevilla bemerkte ich die Vielfalt simultaner visueller und hörbarer Ereignisse, die im eigenen Erleben alle zusammenliefen und Lust und Freude hervorriefen. Das war für mich der Beginn von Theater und Zirkus.“

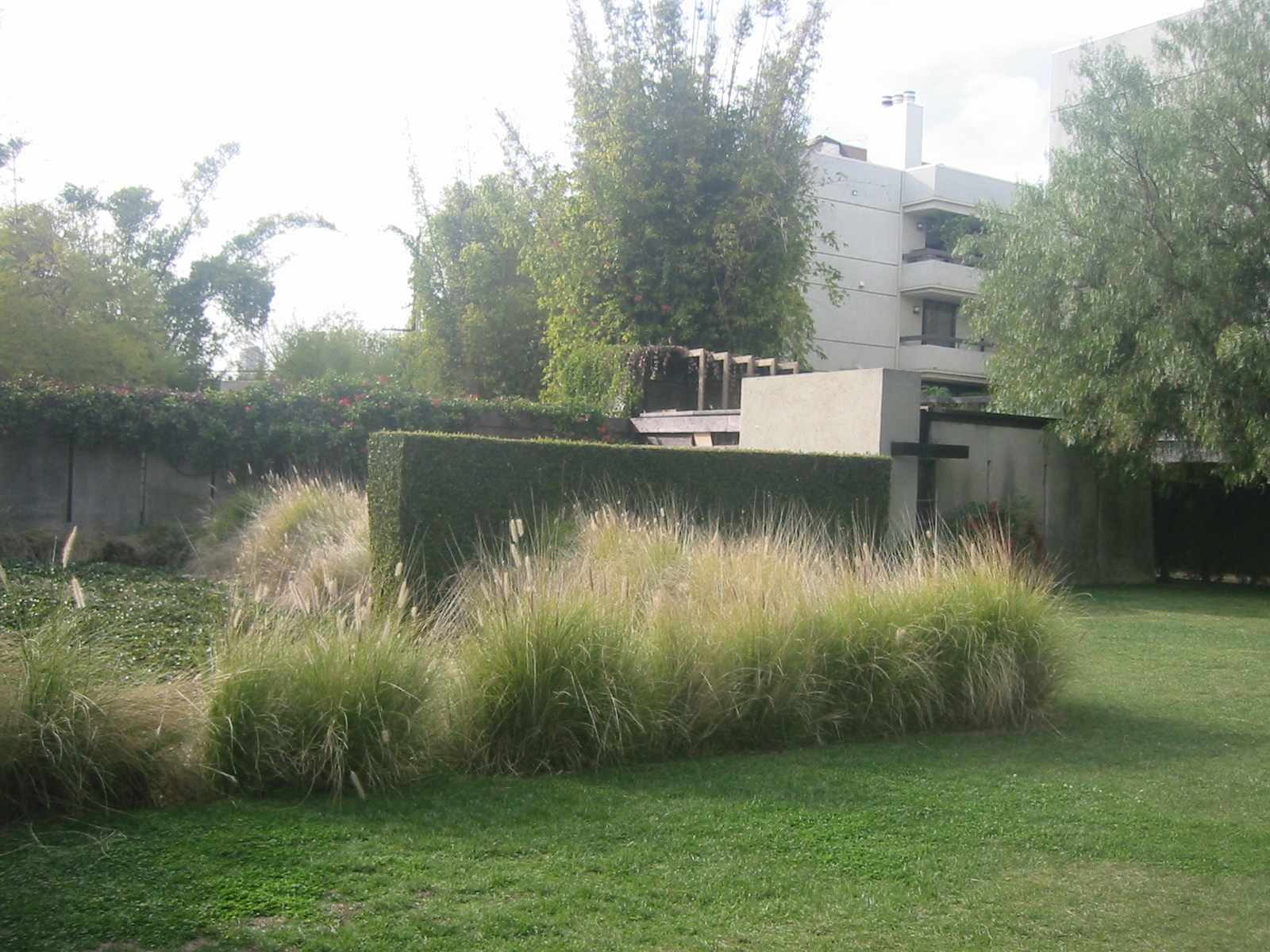
Haus von Rudolph und Pauline Schindler, King’s Road, West Hollywood

Im Dezember 1931 kehrten Cage und Sample in die USA zurück, wo beide in Los Angeles zunächst im Haus von Rudolph und Pauline Schindler lebten und gemeinsam die von Sample aus Europa mitgebrachten Bauhausbücher studierten. Nach finanziellen Engpässen, die Cage zwangen, sich als Gärtner zu betätigen und kleinere Vorträge für Hausfrauen über moderne Kunst und Musik zu halten, lebte er mit Sample schließlich in einem Loft in Santa Monica. 1932 begann Cage ein Kompositionsstudium, zunächst bei Richard Buhlig. Im Künstlerbedarfsgeschäft seiner Mutter lernte Cage 1933 die um ein Jahr jüngere High-School-Absolventin und spätere Kunststudentin Xenia Andreyevna Kashevaroff kennen und verliebte sich, trotz der Beziehung zu Don Sample, sogleich in sie. Sie heirateten am 7. Juni 1935 in der Wüstenstadt Yuma.

Alexej von Jawlensky: Meditation (1934), von John Cage erworben

Ab Mitte April 1934 studierte Cage Harmonielehre bei Adolph Weiss, dem ersten US-amerikanischen Schüler Arnold Schönbergs, und belegte Kurse in moderner Harmonie an der „New School of Social Research“, New York, bei Henry Cowell. 1935 kehrte er nach Los Angeles zurück und nahm bis 1937 Privatunterricht in der Kompositionstechnik Kontrapunkt bei Schönberg. In diesem Jahr begann Cage eine Beziehung zu der 23 Jahre älteren Pauline Schindler und lernte die Galeristin Galka Scheyer kennen, von der er für 25 US-Dollar das Gemälde Meditation von Alexej von Jawlensky aus dem Jahr 1934 erwarb, das er mit einem Dollar anzahlte. Über Scheyer lernte er Oskar Fischinger, Filmemacher und Pionier des abstrakten Films, kennen, „dessen Idee einer allen Dingen innewohnenden Seele, die befreit werden kann, indem man den Gegenstand zum Klingen bringt“, Cage beeindruckte. Des Weiteren lernte er das Sammlerehepaar Walter und Louise Arensberg kennen, deren Sammlung John Cage erstmals ermöglichte, sich mit dem Werk von Marcel Duchamp auseinanderzusetzen. 1937 zog Cage mit seiner Frau Xenia nach Santa Monica, wo sie im Haus der Buchbinderin Hazel Dreis lebten und das Buchbinden erlernten. Cage entwarf die Buchdeckel, und seine Frau fertigte später Duchamps Große Schachteln an. 1938 zog Cage nach San Francisco und lernte am Mills College, wo er in der Musikbegleitung für Tanzklassen engagiert war, Lou Harrison kennen. Harrison vermittelte Cage an das Cornish College of the Arts, wo er als Pianist und Korrepetitor für die Tanzklassen der Choreografin Bonnie Bird (Martha-Graham-Gruppe) mitwirkte.

### Komponist und Anknüpfung an die Avantgarde
1938 siedelte John Cage nach Seattle über, hielt Vorlesungen und gründete ein Schlagzeugensemble. Hier traf er auf den damals 19-jährigen Tänzer Merce Cunningham, seinen späteren Arbeits- und Lebenspartner, der gelegentlich in seiner Percussion-Band mitspielte. Zwischen Januar und März 1939 organisierte er eine kleine Ausstellung in der Cornish School in Seattle mit Werken von Paul Klee, Alexej von Jawlensky und Wassily Kandinsky. Im Jahr 1940 kehrte Cage nach San Francisco zurück und nahm „als musikalischer Begleiter der Tanzklasse am Sommerprogramm des Mills College in Oklahoma teil.“ Dort traf er László Moholy-Nagy, der am 18. Juli in seinem Schlagzeugensemble auftrat. Als Begleitung einer Choreografie für die Tänzerin Syvilla Fort, Studentin der Cornish School, komponierte er kurz darauf Bacchanale, seine erste Komposition für das von ihm erfundene präparierte Klavier, auf dessen Saiten und Hämmern er Radiergummis, Nägel und andere Kleinteile montierte, die dem Klavier eine besondere Klangfarbe verleihen. Im selben Jahr setzte Cage, in Vorstufe zu den Pop-Art-Environments, in Living Room Music. A Story alltägliche Wohnzimmergegenstände zur Klangerzeugung ein. Auf Einladung László Moholy-Nagys unterrichtete er 1941 am Institute of Design at the Illinois Institute of Technology eine Klasse in experimenteller Musik. Dort lernte Cage Max Ernst und Peggy Guggenheim kennen, die ihn zu sich nach New York einluden.
In New York City, wohin Cage und seine Frau 1942 zogen, wohnten beide zunächst beim Ehepaar Ernst und Guggenheim und wurden dort in einen Kreis von Musikern und bildenden Künstlern eingeführt. Cage lernte beispielsweise Piet Mondrian, André Breton und Marcel Duchamp kennen. Mit einem Percussion-Konzert, das er am 7. März 1943 im Museum of Modern Art aufführte, wurde Cage in New Yorker Avantgarde-Kreisen bekannt und knüpfte Kontakte sowohl zu bildenden Künstlern wie zu Tänzern und Musikern. Unter anderem traf er häufig mit Marcel Duchamp zusammen und komponierte 1943 die Duchamp-Sequenz im Experimentalfilm Dreams that Money Can Buy (1947) von Hans Richter. Als Beitrag zur Ausstellung The Imagery of Chess in der Julien Levy Gallery in New York, zu der Duchamp eingeladen hatte, malte Cage das Bild Chess Pieces. Als Künstler dieser Ausstellung waren neben John Cage André Breton, Alexander Calder, Max Ernst, Man Ray, Jean Tinguely, Roberto Matta, Robert Motherwell, Dorothea Tanning und andere vertreten. In diesem Jahr trennte sich Cage von seiner Frau Xenia und reichte im darauf folgenden Jahr die Scheidung ein.

### Lehraufträge am Black Mountain College

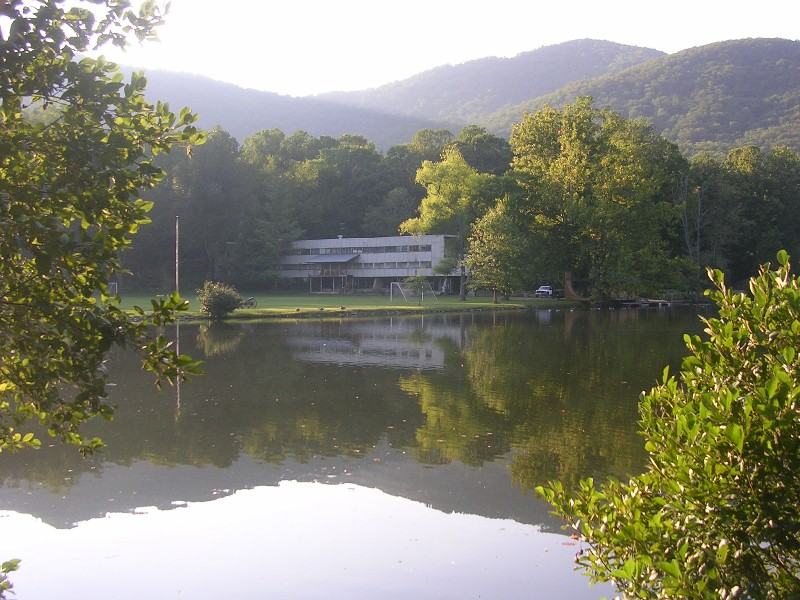
Lake Eden campus, Sitz des Black Mountain College von 1941 bis 1957, ist gegenwärtig ein Teil von Camp Rockmont, einem Sommercamp für Jungen

1946 zog Cage in ein Loft – Bozza’s Mansion, wie er es inbezug auf den Nachnamen des Vermieters nannte, in Lower Manhattan, wo sich Künstler wie Richard Lippold, Sonja Sekula und Ray Johnson trafen. Gemeinsam mit Hans Arp, Mark Rothko und Clyfford Still plante er ein experimentelles Kulturzentrum an der Westküste der Vereinigten Staaten. Über den japanisch-amerikanischen Bildhauer Isamu Noguchi lernte Cage die indische Musikerin Gita Sarabhai kennen, woraufhin er begann, Zen sowie die Musik und die Philosophie Indiens zu studieren. Die Bühnenbilder der nun folgenden zahlreichen Tanzproduktionen von Cage und Cunningham wurden zu Beginn von Noguchi und dem surrealistischen Bildhauer David Hare gestaltet. Cage begegnete 1948, während seiner Lehrtätigkeit am Black Mountain College in North Carolina, dessen am Bauhaus angelehntes Schulkonzept ihn beeindruckte, Josef und Anni Albers sowie Buckminster Fuller. Bei einem von ihm organisierten Satie-Festival hielt Cage mit Defense of Satie einen Vortrag über Ludwig van Beethoven und Erik Satie, der durch seine kritische Sicht auf den Komponisten Beethoven zu einem Skandal führte. 1949 erhielt Cage von der Guggenheim-Stiftung ein Guggenheim-Stipendium sowie eine Auszeichnung der America Academy of Arts and Letters mit einem Preisgeld von 1.000 US-Dollar, die ihm und Cunningham einen weiteren Europaaufenthalt ermöglichten. Sie besuchten Amsterdam, Brüssel, Palermo, Mailand und Paris, wo Cage Pierre Boulez kennenlernte, mit dem ihn bis 1954 ein enger Briefkontakt verband. In Paris besuchte John Cage Alberto Giacometti und Ellsworth Kelly, der ihm seine Arbeit White Relief (1950) widmete.
1950 kehrte John Cage zurück nach New York und lernte den Pianisten David Tudor sowie die Komponisten Morton Feldman und Christian Wolff kennen. Wolff schenkte ihm das im Pantheon Verlag erschienene chinesische Buch der Wandlungen, das zu einem wichtigen „Hilfsinstrument für seine künstlerische Arbeit auf der Grundlage von Zufallsoperationen“ wurde. Auf dieser Grundlage realisierte John Cage 1951 unter anderem Music of Changes, sein erstes, vollständig auf der Basis des Zufallsverfahrens basierendes Stück. Im selben Jahr beteiligte sich Cage an den Veranstaltungen des von Robert Motherwell im Jahre 1948 gegründeten New Yorker Artist’s Club, einer „Hochburg des Abstrakten Expressionismus“. Mitglieder waren unter anderem Franz Kline, Willem de Kooning, Elaine de Kooning, Mark Rothko, Ad Reinhardt sowie der Kunsthändler Leo Castelli und der Kunst- und Kulturkritiker Harold Rosenberg.
Im Sommer 1952 hatte John Cage einen erneuten Lehrauftrag am Black Mountain College und inszenierte in diesem Jahr mit Untitled Event das erste Happening überhaupt. Auf Vorschlag Mark Tobeys belegte Cage an der Columbia University für zwei Jahre Zen-Kurse bei Daisetz Teitaro Suzuki.

### Fluxus und Pilze
Mehrere Freunde von John Cage, die aus dem Black Mountain College kamen, gründeten 1954 in Stony Point, New York, eine kooperative Kommune. Cage, auf der Suche nach einem einfachen Leben, zog in diesem Jahr dorthin, um sich intensiv dem Sammeln von Pilzen sowie deren Bestimmung und Zubereitung zu widmen. Mit David Tudor unternahm er eine ausgedehnte Konzerttournee durch Europa und traf in Köln auf Karlheinz Stockhausen.
1956 unterrichtete Cage an der New Yorker New School for Social Research und öffnete seinen Unterricht für Interessierte. Zu seinen Gasthörern zählten unter anderem Jim Dine, Larry Poons und George Segal. Als Lehrer übte John Cage einen großen Einfluss auf die Anfänge der Fluxus-Bewegung aus, denn viele daran beteiligte Künstler zählten damals zu seinen Schülern, so George Brecht, Al Hansen, Dick Higgins, Jackson MacLow, Toshi Ichiyanagi, Yoko Ono und Allan Kaprow sowie ab 1960 George Maciunas und La Monte Young. Während einer Europatournee mit David Tudor im Jahre 1958 unterrichtete Cage bei den Darmstädter Ferienkursen, wo er auf den jungen Nam June Paik traf, der, insbesondere beeindruckt von Cages Music Walk ihm bald seine Hommage à John Cage widmete.
1959 lehrte Cage erneut an der New School for Social Research in New York, diesmal zu den Themen Pilzbestimmung und experimentelle Komposition. Im folgenden Jahr übernahm er eine Stelle als wissenschaftlicher Mitarbeiter an der Wesleyan University in Middletown, Connecticut, wo er an Silence (1961), der ersten Anthologie seiner Vorträge und Schriften, arbeitete. Im August, während einer gemeinsamen Europatournee mit Cunningham und Tudor, besuchte er das Atelier von Mary Bauermeister in Köln. In New York gründete er 1962 die Mycological Society und unternahm in Begleitung von Peggy Guggenheim eine sechswöchige Tournee mit David Tudor durch Japan, wo er anlässlich der Performance Fuck Yeah von Yoko Ono den antiken Steingarten des Ryōan-ji-Tempels besuchte, der ihn zu musikalischen und visuellen Arbeiten anregte. 1965 begann John Cage sein Text-Projekt Diary: How to improve the world (You will only make matters worse), dessen Struktur durch Zufallsoperationen bestimmt wird. In diesem Jahr wurde er Präsident der Cunningham Dance Foundation sowie Direktor der Foundation for Contemporary Performance Arts, die über den Verkauf von Kunstwerken finanziert wurden und für deren Projekt Cage 70 bildende Künstler gewinnen konnte.
Eine besondere Ehrung wurde ihm in diesem Zusammenhang zuteil, indem der international anerkannte Cortinarienspezialist Jacques Melot eine Pilzart nach ihm benannte: Cortinarius cagei, mit deutschem Namen Zweifarbiger Wasserkopf.

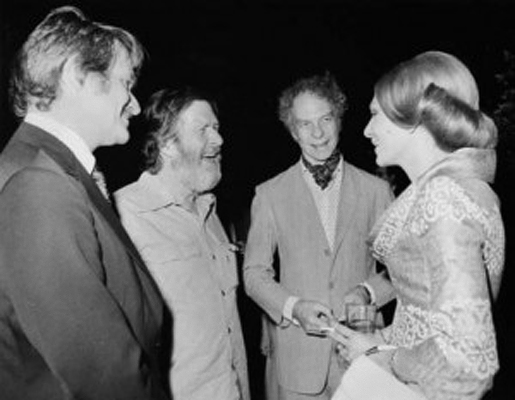
Farah Diba begrüßt John Cage (zweiter von links) und Merce Cunningham 1972 auf dem Schiras-Kunstfestival

1963 initiierte er in New York die Uraufführung der Komposition Vexations von Erik Satie, einem kurzen Stück mit 840 Wiederholungen und einer Dauer von mehr als 19 Stunden, bei dem er mit Pianisten wie David Tudor, Philip Corner, John Cale und 16 weiteren Beteiligten im Wechsel spielte. Anfang der 1970er Jahre nahm er wie Tudor, Cunningham und Stockhausen am Schiras-Kunstfestival in Schiras teil. 1972 war er Gast im von Karl Ruhrberg geleiteten Künstlerprogramm des Deutschen Akademischen Austauschdienstes (DAAD) in Berlin. Cage litt an einer fortschreitenden Arthritis und begann 1977 auf Anraten von Yoko Ono eine makrobiotische Diät. 1968 wurde er in die American Academy of Arts and Letters und 1978 in die American Academy of Arts and Sciences aufgenommen. 1983 wurde Cage zum Ehrenmitglied der International Society for Contemporary Music ISCM gewählt.

### Letzte Jahre

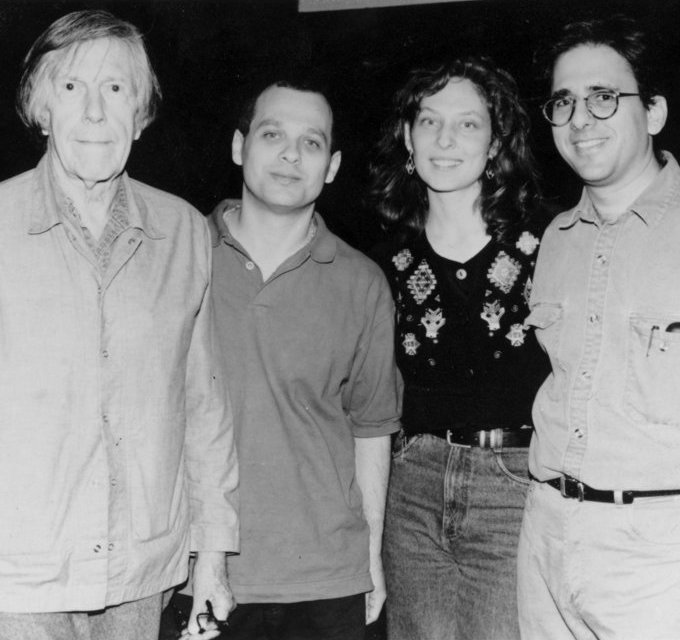
John Cage (links) mit Julia Wolfe, David Lang und Michael Gordon, 1982

Am 1. Januar 1984, im sogenannten Orwell-Jahr und 35 Jahre nach Erscheinen des Romans 1984 von George Orwell, nahm John Cage in einer globalen Live-Schaltung über Satellit am TV-Projekt Good morning Mr. Orwell (Bonjour Mr. Orwell) von Nam June Paik teil. Cage, der in New York mit einer Vogelfeder Geräusche produzierte, trat medial gemeinsam mit Joseph Beuys auf, der mit seiner Tochter Jessyka im Centre Georges-Pompidou die Aktion Orwell-Bein – Hose für das 21. Jahrhundert mit einer vom Künstler bearbeiteten Jeans durchführte. Mittels technischer Bildmanipulationen gelang es, Paik, Cage und Beuys simultan auf dem Fernsehschirm erscheinen zu lassen.
In der Ausstellung Die 60er Jahre – Kölns Weg zur Kunstmetropole. Vom Happening zum Kunstmarkt wurde am 31. August 1986 von John Cage selbst eine Neufassung von 4′33″ uraufgeführt. Der Westdeutsche Rundfunk richtete anlässlich seines 75. Geburtstags im Februar 1987 einen 24-stündigen NachtCageTag aus und für die documenta 8 in Kassel realisierte Cage die Klanginstallation Writings through the Essay: On the Duty of Civil Disobedience. Am 15. November fand in der Oper Frankfurt die Uraufführung von Europeras 1 & 2 (1985/87) statt, deren Kompositionsauftrag Heinz-Klaus Metzger und Rainer Riehn, von Gary Bertini 1987 mit der Chefdramaturgie der Oper Frankfurt am Main betraut, initiierten. Es folgten als Einzelwerke noch die Europeras 3 bis 5. Die erste Gesamtaufführung aller fünf Europeras fand 2001 an der Staatsoper Hannover statt.

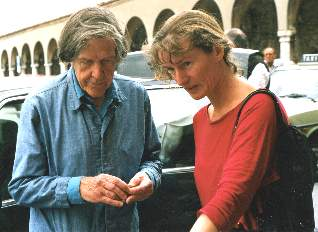
John Cage und Renate Hoffleit in Assisi, 1992

Auf der Chicago International Art Exposition kuratierte Allan Kaprow 1987 für die Carl Soloway Gallery in Cincinnati die Ausstellung A Tribute to John Cage, die ebenfalls seinem 75. Geburtstag gewidmet war. Hierzu erschien die Katalog-Box Prepared Box for John Cage; lose Blätter in einer von John Cage gestalteten Schachtel. Unter den 40 Künstlern, die zu diesem „Objekt“ beitrugen, sind beispielsweise Joseph Beuys, Alison Knowles, Joseph Kosuth, Richard Long, Claes Oldenburg, Ben Patterson und Takako Saito zu erwähnen.
Mit Without Horizon gestaltete John Cage 1992 seine letzten grafischen Arbeiten. Im Juni dieses Jahres schloss er die Arbeiten an seinem Film One ab, der in Zusammenarbeit mit Henning Lohner entstand – ein 90-minütiger Schwarz-Weiß-Spielfilm über das Licht. Sein letztes Musikwerk konzipierte er mit Michael Bach: „ONE13“ für Violoncello mit Rundbogen und drei Lautsprecher, das Jahre später veröffentlicht wurde. Drei Wochen vor seinem 80. Geburtstag starb John Cage in seiner Wohnung in New York an einem Schlaganfall.

## Werke

### Imaginary Landscapes
An der Cornish School in Seattle begann Cage mit einer Serie so genannter Imaginary Landscapes („imaginäre Landschaften“). Insgesamt entstanden fünf Stücke zwischen 1939 und 1952. In Imaginary Landscape No. 1 (1939) für vier Spieler, uraufgeführt am 24. März 1939, sind neben präpariertem Klavier und chinesischem Becken zwei Plattenspieler mit variabler Umdrehungszahl zu hören. Die Schallplatten waren die damals in Studios üblichen Messplatten zum Überprüfen von Plattenspielern mit Testtönen. Die elektronischen Komponenten waren also vorgefunden und nicht speziell komponiert. Das Stück ist nicht für die Wiedergabe im Konzertsaal, sondern über Radio gedacht.
Imaginary Landscape No. 3 (1942) wurde von John Cage für Konservendosen, einen gedämpften Gong, elektronische und mechanische Geräte, darunter Tonfrequenzgeneratoren, einem Plattenspieler mit variabler Drehgeschwindigkeit für das Abspielen von Tonfrequenzaufnahmen und Generatorengeräuschen, einen Summer sowie für eine Drahtspule mit Verstärker und eine verstärkte Marimba geschrieben.
1951 komponierte Cage das Werk Imaginary Landscape No. 4 (1951). Zwölf Radios wurden von jeweils zwei Personen durch Drehung des Sender- beziehungsweise des Lautstärkereglers gespielt, wobei vorher nicht bestimmbar war, welcher Sender was zu welchem Zeitpunkt spielen würde. Hier setzte John Cage erstmals Massenmedien als Instrumente ein.

### Das „Ur-Happening“
Im Sommer 1952, als John Cage einen Lehrauftrag am Black Mountain College innehatte, inszenierte er mit Untitled Event das erste Happening überhaupt, und dies lange, bevor es das Wort gab. Teilnehmende Künstler waren Merce Cunningham, Charles Olson, Robert Rauschenberg, Mary Caroline Richards und David Tudor. Die Partitur von John Cage gab den beteiligten Künstlern „die Zeiten vor, in denen sie etwas aufführen, eine Pause machen oder still sein sollen“, wobei ihnen die genaue Aktivität frei stand. Inspiriert wurde das Happening durch Antonin Artauds Le Theatre et son double. Der Zuschauerraum, der Speisesaal des Colleges, war in vier Dreiecke unterteilt, die auf ein Zentrum innerhalb des Raumes ausgerichtet waren. An einer Wand des Saals wurde ein Film gezeigt und auf die gegenüberliegende wurden Dias projiziert, während Cage auf einer Leiter stand und einen Vortrag mit stillen Passagen hielt. Eine zweite Leiter wurde abwechselnd von Olson und Richards benutzt. Robert Rauschenberg, dessen White Paintings neben einem Bild von Franz Kline an der Decke hingen, ließ auf einem Phonographen, an dem das Nipper-Logo angebracht war, Musik abspielen. David Tudor spielte Klavier, und Merce Cunningham und andere Tänzer tanzten durch und um das Publikum.

### 4′33″
Das Stück 4′33″ wurde am 29. August 1952 in der Maverick Concert Hall in Woodstock, New York, uraufgeführt. Anregung für die Partitur waren unter anderem die White Paintings von Robert Rauschenberg. Der Titel gibt eine Aufführungsdauer von 4 Minuten und 33 Sekunden vor, wobei die Längen der drei Sätze – mit der Anweisung Tacet für alle drei Sätze, das heißt, es werden im gesamten Werk keine hörbaren Töne, sondern nur Stille erzeugt – mit dem I Ging ermittelt wurden. In der Uraufführung zeigte der Pianist David Tudor die drei Sätze durch Schließen und Öffnen des Klavierdeckels an. Laut Partitur ist die Dauer des Stückes frei wählbar, und nur der Titel soll diesen Wert in Minuten und Sekunden genau angeben. Obwohl also streng genommen der Titel je nach gewählter Dauer variieren kann, hat sich die Bezeichnung 4′33″ durchgesetzt, der Wert der Uraufführung. Ebenso frei wählbar ist die Zahl der Ausführenden und die Art der (nicht) benutzten Instrumente. Bei nahezu jeder Aufführung treten Geräusche auf, die durch Zuhörer, die mit dem Werk nicht vertraut sind, als Zeichen von Ungeduld verursacht werden. Ebenso kommt es häufig zu Beifallskundgebungen während der Aufführung durch mit dem Werk vertraute Zuhörer. Dadurch „klingt“ jede Aufführung von 4′33″ anders.

### One11
Kurz vor seinem Tod vollendete Cage seinen einzigen Film One11 (1992). Der 90-minütige, komplett in schwarz-weiß gehaltene Film hat filmisch-erzählerisch wie auch musikalisch kein Thema, außer dem Licht. Ein aus 103 Musikern besetztes Orchester führt das Orchesterwerk 103 (1991) auf, die Bildsprache beschränkt sich auf Scheinwerferprojektionen. Die Art der Lichteffekte, die Kamerabewegungen und die Einzelheiten des Schnittvorgangs beruhen auf Cages Methodik der Zufallsoperationen. Statt einer Handlung zeigt der Film die fast elegische Bewegung des Lichts, dessen Konturen sich langsam vor der Kamera verschieben.

### Number Pieces

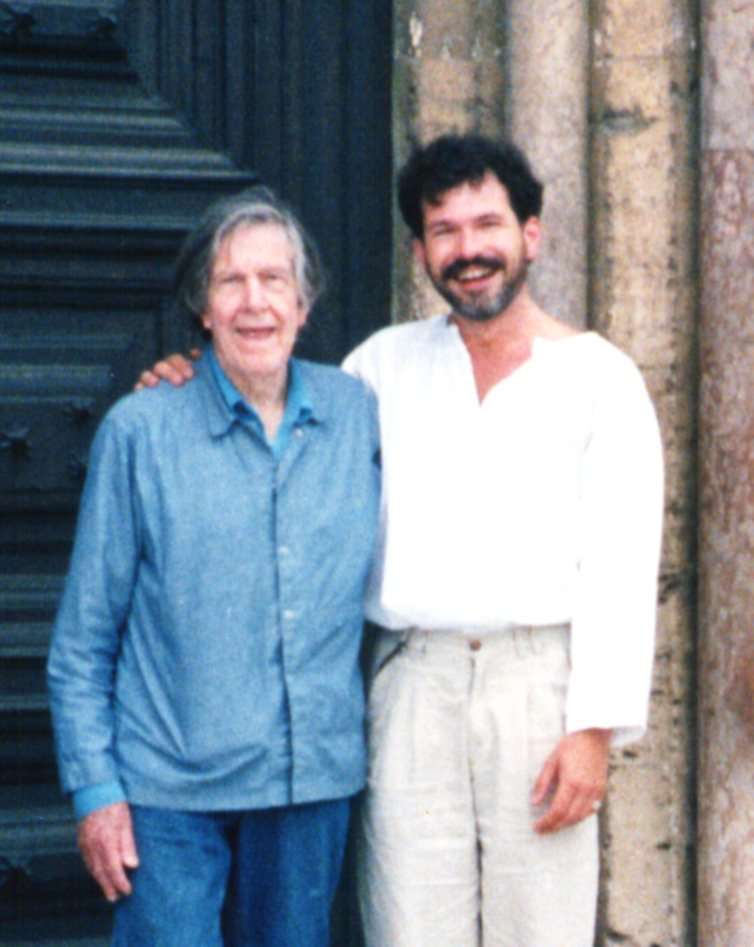
John Cage und Michael Bach in Assisi, Juni 1992

In den letzten sechs Jahren seines Lebens (1986–1992) komponierte Cage eine Serie so genannter number pieces („Zahlenstücke“). Insgesamt handelt es sich um 52 Kompositionen für einen bis 108 Musiker. Die Stücke sind nur nach der Anzahl der vorgesehenen Musiker benannt. Gibt es mehrere Stücke mit einer bestimmten Zahl von Interpreten, wird dies durch hochgestellte Zahlen angegeben. Four² ist demnach das zweite Stück für vier Musiker.
Die Mehrzahl der Zahlenstücke schrieb Cage für traditionelle Instrumente. Ausnahmen sind Stücke für die Shō, eine japanische Mundorgel und für Schneckenhörner. Instrumentaltechnische Neuerungen interessierten ihn sehr, wie z. B. der Rundbogen für Violoncello von Michael Bach.
In den meisten Kompositionen dieser Serie gibt Cage für jeden Klang durch die von ihm so genannten Zeitklammern („time brackets“) flexible Zeiträume an, in denen die Klänge beginnen und enden müssen.
Beispiele für Zahlenstücke:
- One (1987) für Klavier
- One2 für 1 bis 4 Klaviere (ein Spieler)
- One4 (1990) für Trommel
- One8 (1991) für Violoncello mit Rundbogen (Michael Bach gewidmet)
- One13 (1992) für Violoncello mit Rundbogen (Co-Autor ist Michael Bach)
- Two (1987) für Flöte und Klavier; Dauer: 10 Minuten
- Two2 (1989) für 2 Klaviere (Double Edge gewidmet); Dauer: 15 Minuten
- Two3 (1991) für Sho und fünf Schneckenhörner (ein Spieler)
- Two6 für Violine und Klavier; Dauer: 20 Minuten
- Three (1989) für 3 Blockflötisten (dem Trio Dolce gewidmet)
- Three2 für drei Schlagzeuger; Dauer: 9 Minuten
- Four (1989) für Streichquartett (dem Arditti Quartet gewidmet), Dauer: 30 Minuten
- Four2 (1990) für gemischten Chor (dem Madrigalchor der Hood River Valley High School gewidmet), Dauer: 7 Minuten
- Four6 für vier beliebige Instrumente; Dauer: 30 Minuten
- Five (1988), für fünf beliebige Stimmen oder Instrumente (für Wilfried Brennecke und die Wittener Tage für neue Kammermusik); Dauer: 5 Minuten.
- Five5 für Flöte, zwei Klarinetten, Bassklarinette und Schlagzeug.
- Thirteen für Flöte, Oboe, Klarinette, Fagott, Trompete, Posaune, Tuba, zwei Schlagzeuger, Streichquartett; Dauer: 15 Minuten
- Twenty-Six für 26 Violinen; Dauer: 26 Minuten
- Sixty-Eight für Orchester
- 101 für Orchester
- 103 für Orchester
- 108 für Orchester

### Literarische Werke
- Silence. Lectures And Writings. Wesleyan University Press, Middletown, Conn. 1961; wieder Marion Boyars, London 1968; dt. Auswahl von Ernst Jandl, 6. Aufl. Suhrkamp, 2007, ISBN 978-3-518-22193-8
- A Year From Monday. Lectures And Writings. Wesleyan, Middletown 1967, wieder Marion Boyars, London 1968, ISBN 0-7145-0621-4
- M. Writings '67-'72. Wesleyan, Middletown 1973, auch Marion Boyars, London 1973, ISBN 0-7145-1135-8
- Empty Words. Writings '73-'78. Wesleyan, Middletown 1979, wieder Marion Boyars, London 1980, ISBN 0-7145-2716-5
- X. Writings '79-'82. Wesleyan, Middletown 1986, wieder Marion Boyars, London 1987, ISBN 0-7145-2819-6
- Für die Vögel. Gespräche mit Daniel Charles. Übers. Birger Ollrogge. Merve Verlag, 1984, ISBN 3-88396-042-X
- Roaratorio. Ein irischer Circus über Finnegans Wake. Hrsg. v. Klaus Schöning, mit MC des Hörstücks. Athenäum Verlag, Königstein/Ts 1985, ISBN 3-7610-8386-6
- Empty Mind. Hrsg. v. Marie Luise Knott, Walter Zimmermann. Bibliothek Suhrkamp, 2012, ISBN 978-3-518-22472-4 (in Deutsch)
- The Mushroom Book. 1972[34]

### Werke heute
Die Klang-Licht-Installation Essay (Writings through the Essay: On the Duty of Civil Disobedience, 1985/91) ist seit 1998 permanent in der Sammlung der Kunsthalle Bremen ausgestellt. Diese Arbeit zeigte John Cage 1987 im Rahmen der documenta 8 in der Kasseler Karlskirche.
Eine Realisation des Orgelwerkes »ORGAN²/ASLSP« (As Slow as Possible), das „langsamste Konzert der Welt“, wird seit dem 5. September 2001 in Halberstadt in der St.-Burchardi-Kirche aufgeführt. Diese Aufführung soll bis zum 4. September 2640 dauern, also insgesamt 639 Jahre.
Cages Sprechgesang-Komposition Litany for a Whale ist Bestandteil der lebensgroßen Walskulptur The Cast Whale Project des Künstlers Gil Shachar. Die Kunstinstallation wird seit 2020 in mehreren Städten Deutschlands ausgestellt.

## Schlüsselelemente in Cages Schaffen

### Stille
Nach Cages Auffassung gibt es keine absolute Stille im landläufigen Sinne. Das gründet unter anderem auf seiner Beobachtung, dass es auch in einem schalltoten Raum noch Geräusche gibt. Als Experiment schloss er sich Ende der 40er Jahre in einen solchen Raum ein und stellte fest, dass auch dort einzelne Dinge hörbar sind: Sein Herzschlag, das Rauschen des Blutes in den Adern und vom Nervensystem produzierte Frequenzen. Angeregt durch diese Erfahrung kreierte er sein berühmtes silent piece 4′33″ (1952), in dem keinerlei Töne angespielt werden. Stattdessen ging es Cage darum, einen Rahmen zu schaffen, in dem die Zuhörer selbst diese Entdeckung machen können und ihre Aufmerksamkeit entsprechend auf die Geräusche der Umgebung, auf absichtslose Töne und die vom Publikum selbst produzierten Geräusche richten.
„Die Stille von John Cage ist ein offenes Ohr für den Ton der Welt“, so formulierte es Boris Parena 1978 zur Vorstellung des Komponisten im Rahmen der Musikfestspiele von Bologna.
Die Frage nach der Intentionalität ist zentral für das Verständnis von Cages Auffassung von Stille. Folgt man seinen Überlegungen, wird in der Regel dann von Stille gesprochen, wenn keine absichtlich produzierten Töne wahrnehmbar sind oder sich die Absichten nicht erschließen lassen und deshalb keine oder wenige Töne hörbar sind. Lärm zeichnet sich entsprechend durch viele Töne aus, ist nach Cage aber ebenso wie die Stille frei von Intentionen.
„Ich nehme Abstand von allen Aktionen, die Dinge herausheben, die im Laufe eines Prozesses geschehen. Was mich viel stärker interessiert – weit mehr als alles was geschieht – ist, wie es wäre, wenn nichts geschähe. Gegenwärtig ist mir sehr wichtig, daß die Dinge, die geschehen, nicht den Geist auslöschen, der schon vor ihnen, ohne daß irgendetwas geschehen wäre, da war; und wenn ich heute sage, ‚ohne daß irgendetwas geschehen wäre‘, so meine ich die Stille, das heißt, einen Zustand frei von Intentionen. Wir haben immer Töne um uns und wir haben überhaupt keine Stille auf der Welt. […] Was Stille und Lärm gemeinsam haben, das ist der Zustand der Absichtslosigkeit, und dieser Zustand ist es, der mich interessiert.“
Der französische Musiker und Philosoph Daniel Charles verweist auf den ironischen Titel von Cages Arbeit Il Treno. Alla Ricerca del Silenzio Perduto (Der Zug. Auf der Suche nach der verlorenen Stille) und die Nähe zu Heideggers „Ding“. Während es bei Heidegger die Nähe sei, die der Mensch vergeblich suche, in der falschen Annahme, dass sie mit einer kurzen Entfernung gleichzusetzen sei, so sei es bei Cage die vergebliche Suche nach Stille – vergeblich insofern, als es Cage zufolge Stille im Sinne absoluter Geräuschlosigkeit nicht gibt.

### Zufall und Autonomie
Zufallsoperationen waren für Cage ein geeignetes Mittel, nicht-intentionale Ereignisse zu ermöglichen. Seit Anfang der 1950er Jahre setzte er sie für alle seine Musiken ein. Dabei ging es ihm nicht darum, Chaos zu stiften. Stattdessen zielte er darauf ab, Ereignissen Autonomie zu verleihen, so Daniel Charles: „In Cages Augen wählen Syntax und Logik aus der Gesamtheit der möglichen Beziehungen oder Verbindungen immer nur die ‚guten‘ Verbindungen zwischen den Tönen aus. Das führt dazu, dass der Zuhörer zum Polizisten wird – er macht das Inventar der Beziehungen, er hört nicht mehr die Töne selbst.“
Cage spricht in diesem Zusammenhang auch von verbrauchten Klängen, „verbraucht durch Intellektualisierung“. Infolgedessen wendete er sich Geräuschen zu – Alltagsklängen, die beim Anhören keine vorgefertigten Zuschreibungen erfahren. Erst nach einigem Abstand gelang es ihm, auch „alte Klänge“ wieder „frisch und neu“ zu hören, was ihn zurück zur Arbeit mit Tönen brachte.

Die 64 Bilder (Hexagramme) des I Ging, deren Ausdeutung Cage zur Beantwortung vorher festgelegter Fragen zur Komposition nutzte

Meistens realisierte Cage die Zufallsphänomene auf der Grundlage von Entscheidungen durch das I Ching, das „Buch der Wandlungen“ – eine chinesische Orakelsammlung. Dabei werden durch Zufallsoperationen, beispielsweise Münzwürfe, bestimmte Orakeltexte und Handlungsmöglichkeiten ermittelt. So setzte Cage Münzwürfe beispielsweise auch ein, um die Art der jeweiligen Klavier-Präparierung zu bestimmen. Dazu waren die zu verwendenden Materialien in fünf Kategorien eingeteilt:
- P – Plastik, Knochen, Glas usw.,
- M – Metall,
- S – Stoff, Fasern, Gummi,
- H – Holz, Papier,
- X – anderes Material, besondere Umstände, freie Wahlmöglichkeiten.[45]

Zudem legte er drei Präparierungsänderungen fest, die zufällig ausgeführt wurden: einfacher Positionswechsel, totales oder partielles Zugeben von Objekten und totales oder partielles Wegnehmen von Objekten.
Eine weitere Zufallsmethode richtete sich auf beobachtete Mängel in Papierbögen. Anhand der Mängel legte er bestimmte Klangaspekte fest, so z. B. in Music for Piano, einer Serie von 85 Musikstücken für Klavier.
Gleichzeitig stärkte Cage die Autonomie des Interpreten. So entwickelte er Partituren, die selbst nicht unmittelbar aufgeführt werden können, sondern einer quasi-kompositorischen Realisation bedürfen. Bereits die Klavierstimme des Concert for Piano and Orchestra (1957/58) weist in diese Richtung, die in der graphischen Partitur von Fontana Mix (1958) konsequent ausgeführt wurde. Die Partitur von Fontana Mix besteht aus zehn Seiten mit jeweils sechs unterschiedlich geschwungenen Linien und zehn durchsichtigen Folien mit frei angeordneten Punkten. Cage stellt damit dort und häufig auch später nur noch allgemeine Regeln bereit, nach denen die Interpreten die Musik überhaupt erst komponieren bzw. improvisieren.

## Privates
John Cage lebte ab 1954 in einer Künstlerkolonie in Stony Point. 1971 kehrte er nach New York zurück und bezog dort ein Appartement im Stadtteil Chelsea, 101 West 18th Street, Ecke Sixth Avenue, wo er bis zu seinem Tod wohnte. Zusammen mit seinem Partner Merce Cunningham lebte er dort in einem Dachgeschoss-Loft.

## Weiterführende Literatur
- Ralf Beil, Peter Kraut (Hrsg.): A House Full of Music: Strategien in Musik und Kunst. Katalog zur Ausstellung im Institut Mathildenhöhe, Darmstadt, vom 13. Mai bis 9. September 2012. Hatje Cantz, Ostfildern-Ruit 2012, ISBN 978-3-7757-3318-2.
- Ulrich Bischoff (Hrsg.): Kunst als Grenzbeschreitung: John Cage und die Moderne. Kat. Ausst. Staatsgalerie moderner Kunst, München, 1991.
- René Block, Gabriele Knapstein (Konzept): Eine lange Geschichte mit vielen Knoten. Fluxus in Deutschland. 1962–1994. Institut für Auslandsbeziehungen, Stuttgart, 1995.
- Moritz von Bredow: Rebellische Pianistin. Das Leben der Grete Sultan zwischen Berlin und New York. (Biographie, 60 Abb.) Schott Music, Mainz, 2012, ISBN 978-3-7957-0800-9.
- John Cage: Pour les oiseaux. Editions Pierre Belfond, Paris, deutsch als: John Cage: Für die Vögel. Merve Verlag Berlin, 1976, ISBN 3-88396-042-X.
- Daniel Charles: John Cage oder Die Musik ist los. Merve Verlag Berlin, 1979, ISBN 3-88396-006-3.
- Daniel Charles: Musketaquid. John Cage, Charles Ives und der Transzendentalismus. Merve Verlag, Berlin 1994, ISBN 3-88396-118-3.
- Peter Dickinson (Hrsg.): CageTalk. Dialogues with and about John Cage. Boydell & Brewer, Woodbridge 2006, ISBN 1-58046-237-5.
- du. Die Zeitschrift der Kultur. Ausgabe 603: Composer John Cage. Konzepte wider den Zwang. Tages-Anzeiger AG, Zürich 1991, DNB 974768014.
- Monika Fürst-Heidtmann: Das präparierte Klavier des John Cage. Bosse Verlag, Regensburg 1979, ISBN 3-7649-2183-8.
- Nikša Gligo: Was für ein Werk stellt "A Collection of Rocks" von John Cage dar? Ein Beitrag zur Werkdetermination in der experimentellen Musik. In: Otto Kolleritsch (Hrsg.): Entgrenzungen in der Musik (= Studien zur Wertungsforschung. Band 18). Universal Edition, Wien 1989, S. 83–103.
- Stefan Heyer: Zwischen Eins und Null. Versuch über John Cage, in: Marcus S. Kleiner / Achim Szepansky: Soundcultures. Über elektronische und digitale Musik. Suhrkamp, Frankfurt am Main 2003, S. 152–161, ISBN 978-3-518-12303-4.
- Wulf Herzogenrath, Andreas Kreul (Hrsg.): Klänge des Inneren Auges. Mark Tobey • Morris Graves • John Cage. Kunsthalle Bremen, Schirmer/Mosel, München 2002.
- Richard Kostelanetz: John Cage. Originaltexte und Dokumente. Übers.: Iris Schnebel, Hans Rudolf Zeller. DuMont Schauberg, Köln 1973, ISBN 3-7701-0677-6.
- Richard Kostelanetz: John Cage im Gespräch. DuMont, Köln 1989, ISBN 3-7701-2279-8.
- Christoph Metzger: John Cage. Abstract Music. Zwölf Vorlesungen. Pfau, Saarbrücken 2011, ISBN 978-3-89727-421-1.
- Heinz-Klaus Metzger, Rainer Riehn (Hrsg.): John Cage (= Musik-Konzepte Sonderband). München 1978, ISBN 3-921402-69-7.
- Heinz-Klaus Metzger, Rainer Riehn (Hrsg.): John Cage II. (= Musik-Konzepte Sonderband). 2. Auflage. München 2000, ISBN 3-88377-315-8.
- Jean-Jacques Nattiez (Hrsg.): Pierre Boulez. John Cage. Der Briefwechsel. Europäische Verlagsanstalt, Hamburg 1997, ISBN 3-434-50098-7.
- David Nicholls (Hrsg.): The Cambridge Companion to John Cage. Cambridge University Press, Cambridge 2002, ISBN 0-521-78968-0.
- David Nicholls: John Cage. University of Illinois Press, Champaign, IL 2007, ISBN 978-0-252-03215-8.
- James Pritchett: The Music of John Cage. Cambridge 1993, ISBN 0-521-56544-8.
- David Revill: Tosende Stille. Eine John Cage-Biographie. List-Verlag, München 1995, ISBN 3-471-78553-1.
- Philipp Schäffler: Die Idee der Bildung im Schaffen von John Cage. Schott, Mainz u. a. 2009, ISBN 978-3-7957-0647-0.
- Walter Zimmermann, Marie Luise Knott (Hrsg.): John Cage: Empty Mind. Suhrkamp Verlag, 2012, ISBN 978-3-518-22472-4.

## Texte
- A Composer’s Confessions/Bekenntnisse eines Komponisten. Address given before the National Inter-Collegiate Arts Conference, Vassar College, February 28, 1948 / Vortrag bei der Nationalen (John Cage) interdisziplinären Kunstkonferenz, Vassar College, 28. Februar 1948. In: MusikTexte 40/41, August 1991, 55–68.
- Auf entgegengesetzten Seiten. An die Orchestermusiker der Zürcher Oper. In: MusikTexte. August 1991, 111.
- „There is never any silence“. Musik und insbesondere Stille im Werk von Jackson Mac Low. In: MusikTexte. 49, Mai 1993, 40–42.
- „Es wird niemals Stille geben …“. Ein bisher unveröffentlichter Briefwechsel zwischen Helen Wolff und John Cage. In: MusikTexte. 106, August 2005, 47–50.
- Laura Kuhn Love, Icebox – Letters from John Cage to Merce Cunningham, John Cage Trust, New York 2019, ISBN 978-1-942884-38-5.

## Gespräche
- Conversation with Morton Feldman, John Cage: Nov. 19/83. Ein Gespräch zwischen John Cage, Morton Feldman, Francesco Pellizzi und Bunita Marcus. In: MusikTexte. 5, Juli 1984, 21–27.
- „I’d like to be surprised“. John Cage im Gespräch mit Scott Sommers. In: MusikTexte. 15, Juli 1986, 23–26.
- „Das Universum sollte wie Bach sein, aber es ist wie Mozart“. John Cage und Conlon Nancarrow im Gespräch mit Charles Amirkhanian. In: MusikTexte. 31, Oktober 1989, 35–45.
- „Ich habe das Gefühl, ständig zuzuhören“. John Cage im Gespräch mit Paul van Emmerik. In: MusikTexte. 40/41, August 1991, 75–83.
- Über Joyce mit uns selber kommunizieren. John Cage in Zürich im Gespräch mit Thomas Meyer. In: MusikTexte. 40/41, August 1991, 112–113.
- „Lascia o Raddoppia?“ John Cage im Fernsehquiz der RAI (kommentiert und übersetzt von Harald Muenz), in: MusikTexte 106, August 2005, 50–52.

## Dokumentarfilme
- John Cage, Regie: Klaus Wildenhahn, Deutschland 1966 (NDR), online bei UbuWeb
- John Cage – Alles ist möglich. Dokumentarfilm, Deutschland, 2012, 59 Min., Buch und Regie: Thomas von Steinaecker, Produzent: Norbert Busè, Produktion: Studio.TV.Film, ZDF, 3sat. Erstsendung: 1. September 2012 bei 3sat, Film-Informationen von Studio.TV.Film.
- John Cage – Der Klangtourist. (Alternativtitel: John Cage – Journeys in Sound.) Dokumentarfilm, Deutschland, 2012, 58 Min., Buch: Anne-Kathrin Peitz, Regie: Allan Miller und Paul Smaczny, Produktion: Accentus Music, WDR. Erstsendung: 15. April 2013 beim WDR, Auszeichnungen: Golden Prague Festival 2012 – „Czech Crystal Award“ (Beste Dokumentation), Filminformationen (Memento vom 2. September 2014 im Internet Archive) von Accentus Music und Inhaltsangabe von west.art.
- EVERYBODY'S CAGE – a test assembly in four movements. Dokumentarfilm, Deutschland, 2015, 79 Min., mit: Francesco Tristano, Bruce Brubaker, Brandt Brauer Frick,ubu.com Buch, Regie, Produktion, Schnitt: Sandra Trostel, Kamera: Lilli Thalgott, Sound Mixer: Jonas Hummel[49]